# Gerald Thomas
Gerald Thomas , född 10 december 1920 i Kingston upon Hull, Yorkshire, död 9 november 1993 i Beaconsfield, Buckinghamshire var en brittisk regissör, klippare och filmproducent.
Thomas är mest känd som regissör av Carry On-filmerna.

## Filmografi i urval
- 1953 – På galej i Boulogne – klippning
- 1955 – Operation Tirpitz – klippning
- 1957 – Hertig i jeans – regissör
- 1958 – Nu tar vi sergeanten – regissör
- 1959 – I intimaste laget – regissör
- 1960 – Malaj till sjöss – regissör
- 1961 – Oss muntra musikanter emellan – regissör
- 1964 – Nu tar vi Cleopatra – regissör
- 1968 – Nu tar vi vicekungen i Khyberdalen – regissör
- 1970 – Kom igen Henry – regissör
- 1973 – Välsignat hus – regissör
- 1986 – Prickskytten – regissör, producent
- 1992 – Kom igen Columbus – regissör